# Peter Makovicky
Peter Makovicky (nascut el 1973) és un paleontòleg de dinosaures dano-estatunidenc.
Makovicky estudià biologia a la Universitat de Copenhagen i es va diplomar el 1995 (Aspectes filogenètics en la morfologia vertebral dels Coelurosauria (Dinosauria: Theropoda)) i a la Universitat de Colúmbia amb el M.Phil. (2001) i el doctorat en Paleontologia. El 2001, va esdevenir ajudant de curator, curator associatel 2006, i el cap de geologia al Field Museum of Natural History de Chicago, el 2009. És professor a la Universitat de Chicago. Des del 2002 també és Associat de Recerca a l'American Museum of Natural History.
S'ocupa principalment dels dinosaures banyuts (Ceratopsians) i hervíbors (Theropoda).
És un dels primers descriptors en Xuanhuaceratops, Liaoceratops, Alnashetri cerropoliciensis (2012), Xiongguanlong, Beishanlong, Yamaceratops, Sinovenator, Buiteraptor, Shenzhousaurus, Tsaagan, Byronosaurus, Haya griva, Zanabazar junior i Siats meekerorum .

## Obres
- Troodontidae (amb Mark Norell), Dromaeosauridae (amb Norell), Ornithomimosauria (amb Yoshitsugu Kobayashi, Philip J. Currie) in Weishampel, Osmolska, Dodson The Dinosauria, University of California Press, 2. Auflage 2004
- amb J. M. Clark, Mark Norell Cladistic Approaches to the Relationships of Birds to Other Theropod Dinosaurs, in L. M. Chiappe, L. M. Witmer Mesozoic Birds - Above the Heads of Dinosaurs, University of California Press 2002, 31-61.
- Postcranial axial skeleton, comparative anatomy, in Philip J. Currie, Kevin Padian (Herausgeber) Encyclopedia of Dinosaurs, Academic Press 1997, S. 579–590
- amb Philip Currie The presence of a furcula in tyrannosaurid theropods, and its phylogenetic and functional implications, J. Vertebrate Paleontology, 18, 1998, 143-149
- amb G. M. Erickson, Philip Currie, Mark Norell, S. A. Yerby, C. A. Brochu Gigantism and comparative life-history parameters of tyrannosaurid dinosaurs, Nature 430, 2004, 772-775
- amb Hans-Dieter Sues Anatomy and phylogenetic relationships of the theropod dinosaur Microvenator celer from the Lower Cretaceous of Montana, American Museum novitates; Nr. 3240, 1998
- amb Norell A partial ornithomimid braincase from Ukhaa Tolgod (Upper Cretaceous, Mongolia), American Museum novitates Nr.3247, 1998, S. 1–16
- amb Norell Important features of the dromaeosaurid skeleton. 2, Information from newly collected specimens of Velociraptor mongoliensis. American Museum novitates; Nr. 3282, 1999, 1-45
- amb Mark Norell, J. M. Clark Phylogenetic relationships among coelurosaurian theropods, in Jacques Gauthier, L. F. Gall New Perspectives on the Origin and Early Evolution of Birds, Peabody Museum of Natural History, 2001, 49-67